# Sarcòfag de Txornòbil
El sarcòfag de Txornòbil (en ucraïnès: Об'єкт "Укриття, transl.: Ob'ekt Ukrittya, en rus: Объект Укрытие, transl.: Ob'yekt Ukrytiye) és una estructura d'acer construïda el 2016 per cobrir la Central Nuclear n.º 4 de Txornòbil després de l'Accident de Txornòbil que va tenir lloc a la zona el 1986. Va ser dissenyat per contenir la contaminació radioactiva a més de protegir el recinte de les condicions meteorològiques.
Està situat dins del zona d'exclusió. La denominació oficial és "Ukrytiye", la traducció de la qual pot significar "resguard" o "refugi" a diferència de "Sarcòfag" com es coneix habitualment.
Dins d'aquesta estructura hi ha enterrades 200 tones de corium irradiat, 30 tones de pols radioactiva i 16 tones d'urani i plutoni. El 1996, les autoritats van declarar que era impossible restaurar el sarcòfag a causa del seu estat i pels nivells radioactius: 10.000 röntgen/h en comparació de les localitats limítrofes on el nivell mitjà és de 20 i 50 microröntgen per hora i 500 per 5 hores.
Al novembre de 2016, trenta anys després de la tragèdia, es va inaugurar un nou sarcòfag al que es va denominar "Nou Sarcòfag Segur" (NSC, per les seves sigles en anglès), una estructura mòbil, la major construïda fins avui al món, en forma d'arc de 110 metres d'alt, 150 d'ample i 256 de llarg i més de 30.000 tones. Es va construir a 180 metres del reactor i després es va situar sobre ell mitjançant un sofisticat sistema de rails. S'estima que tindrà una durada de més de cent anys. El cost final de l'estructura va ser de 1.500 milions d'euros, finançat pel Banc Europeu de Reconstrucció i Desenvolupament (BERD) al costat de la col·laboració de 28 països que van aportar 1.417 milions d'euros i construït per l'empresa francesa Novarka. L'estructura està equipada amb grues controlades a distància amb l'objectiu d'anar desmuntant l'antiga estructura.

## Construcció
Les obres van començar el 20 de maig de 1986 i van durar 206 dies fins a novembre d'aquell any. El primer pas va ser construir una llosa tèrmica que impedís que el combustible nuclear candent, es filtrés a través d'una esquerda de la base. Per a això van cridar un equip de 400 miners que van cavar un túnel per sota del reactor. El 24 de juny de 1986, els miners havien excavat un túnel de 168 metres de llarg. A causa de les extremes dosis de radioactivitat del reactor, la feina es va fer impossible i treballs com soldar van haver de ser realitzats per màquines. No obstant això, es van produir diversos errors en les soldadures.
El procés de construcció va estar dividit en vuit passos:
- Neteja, desenrunament i establiment d'un perímetre al voltant de la zona afectada
- Aixecament de murs de formigó armat al voltant del perímetre
- Aixecament de parets separades entre els reactors 3 i 4
- Construcció d'un mur de contenció (tipus "estructura de closca")
- Cubriment de la zona de turbines
- Aixecament de contraforts
- Establiment de suports i construcció d'una coberta per al compartiment del reactor
- Instal·lació d'un sistema de ventilació

Per a l'alçament del recinte es van fer servir 400.000 m³ de formigó i 7.300 tones de metall. Dins d'ell van quedar atrapats prop de 740.000 m³ d'enderrocs contaminats i deixalles irradiades. L'11 d'octubre, la Comissió Governamental Soviètica va acceptar la conclusió de fiabilitat i durabilitat de les obres del compartiment protector de la Planta Nuclear Núm. 4 de Txornòbil V.I. Lenin. El sarcòfag té prop de seixanta forats realitzats amb mandrinadores per permetre la visibilitat de l'interior del nucli. En altres zones es van dissenyar conductes de ventilació per al sistema de convecció. També van ser instal·lats sistemes de filtració per prevenir de fuites accidentals de material radioactiu.

## Estructura
La coberta actual va ser construïda sobre les ruïnes de l'edifici. Les dues "bigues mamut" (cridades així per la grandària) que sustenten la teulada van ser col·locades parcialment en la part oest del reactor, l'estructura del qual va ser la més afectada per l'accident.

### Estructura d'estabilització

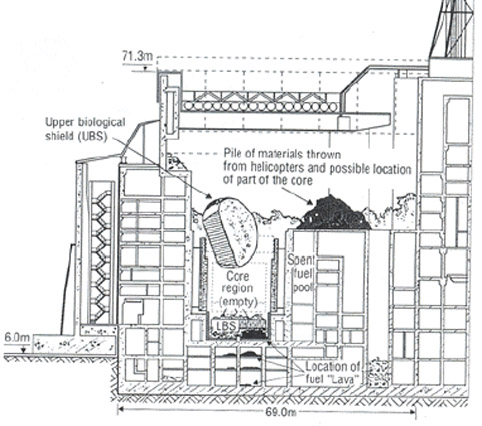
Esquema del reactor i del nucli on es troba la coberta afectada

Al costat del reactor avariat es va aixecar una estructura d'estabilització d'acer (DSSS: Designed Stabilisation Steel Structure en anglès) de color groc. La seva altura era de 63 metres.
L'estructura d'estabilització és un objecte d'acer de color groc que va estar col·locada al costat del reactor avariat. Té una altura de 63 metres i una sèrie de mènsules que s'estenen al llarg del costat oest del contrafort. La seva funció era estabilitzar el sarcòfag. Aquesta peça va ser construïda per evitar que el mur aïllant del reactor o la teulada es derruïssin provocant així un aixecament massiu de pols i partícules radioactives que podrien arribar a l'atmosfera amb el conseqüent perill per al medi ambient.

### Barrera de Protecció Radiològica
La part més complexa per cobrir el sostre de la central va ser la d'instal·lar un nou sostre que substituís a la barrera de protecció radiològica, situada per sobre del reactor fins a la nit de l'accident. Al moment de produir-se l'explosió, la coberta va sortir disparada i molts de les seves restes van caure al nucli del reactor en una posició de 15º.
És considerada la part més inestable del recinte. Només els enderrocs la mantenen en tal postura. L'ensulsiada del sostre seria perniciós, tant per a la salut com per al reactor en si. La coberta té 15 metres de diàmetre i pesa mil tones. El sostre anterior rebia el nom col·loquial de "Pyatachok" (Moneda de 5 Kopeks). Una altra manera de referir-se a la mateixa coberta era "Component E" i també Elena.

## Substitució

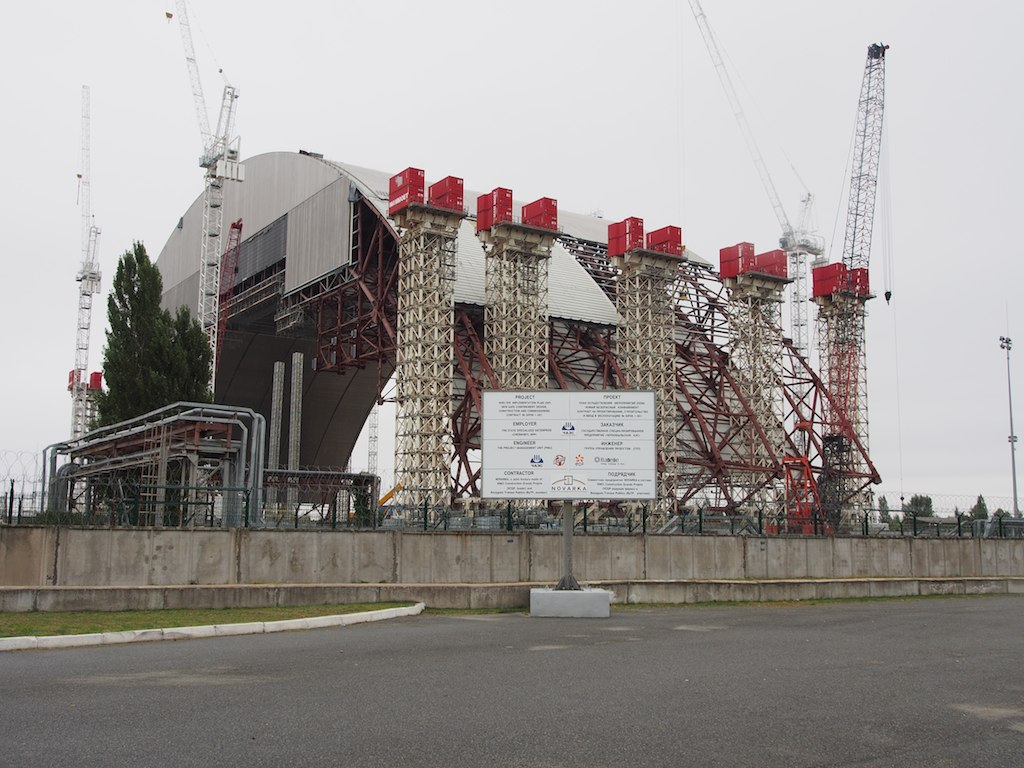
Construcció del nou sarcòfag (setembre de 2013).

El 22 de desembre de 1988, científics soviètics van declarar que el sarcòfag podria durar entre 20 i 30 anys fins que fos necessari fer obres de manteniment. El 1998, el Banc Europeu per a la Reconstrucció i el Desenvolupament va destinar fons per reemplaçar les bigues de la teulada. No obstant això, les precipitacions a Pripiat van fer erosionar el material i perillar l'estabilitat del sarcòfag. A aquest contratemps se li va sumar la filtració d'aigua a través dels conductes que es troben sobre el nucli del reactor al costat dels enderrocs.
Al novembre de 2016, trenta anys després de la tragèdia, es va inaugurar un nou sarcòfag al que es va denominar "Nou Sarcòfag Segur" (NSC, per les seves sigles en anglès), una estructura movible, la major construïda fins avui al món, en forma d'arc de 110 metres d'alt, 150 d'ample i 256 de llarg i més de 30.000 tones. Es va construir a 180 metres del reactor i després es va situar sobre el mitjançant un sofisticat sistema de rails. S'estima que tindrà una durada de més de cent anys. El cost final de l'estructura va ser de 1.500 milions d'euros, finançat pel Banc Europeu de Reconstrucció i Desenvolupament (BERD) al costat de la col·laboració de 28 països que van aportar 1.417 milions d'euros i construït per l'empresa francesa Novarka. L'estructura està equipada amb grues controlades a distància amb l'objectiu d'anar desmuntant l'antiga estructura.
La nova estructura permetrà desmantellar el sarcòfag i extreure el material radioactiu. El 2023 s'espera completar la destrucció de la vella estructura, la tasca més delicada de tot el projecte doncs implica treballar a l'interior del reactor.